# Tymoteusz (Antis)
Tymoteusz, imię świeckie Nikolaos Antis (ur. 1964 w Kontokali) – grecki duchowny prawosławny, od 2014 metropolita Tesalii i Fanariofersali (z siedzibą w Karditsa) Kościoła Grecji.

## Życiorys
Święcenia diakonatu przyjął 12 lipca 1986, a prezbiteratu 15 sierpnia 1992. Chirotonię biskupią otrzymał 30 czerwca 2014.